# Pacman
Pacman е мениджър на пакети в Линукс. Използва файлове във формат tar.gz, и текстово-базирана йерархична база от данни. Занимава се с добавяне, премахване, актуализация (upgrade) и възвръщане (downgrade) на пакети в системата. Съхранява информация за наличните такива в базата от данни, както и всичките им зависимости. Информацията за зависимостите се намира в самите пакети, което прави цялостната актуализация надеждна и максимално независима от гледна точка на актуалността на системата.
Pacman поддържа и възможност за синхронизация на пакетите на дадена система с тези на отдалечен сървър.
В инструментариума на pacman влизат също скриптове които се използват за автоматично построяване и инсталиране на пакети от изходен код. Те обособяват т.нар. ABS (Arch Build System), използвана предимно в Arch Linux